# 푸딩햄스터

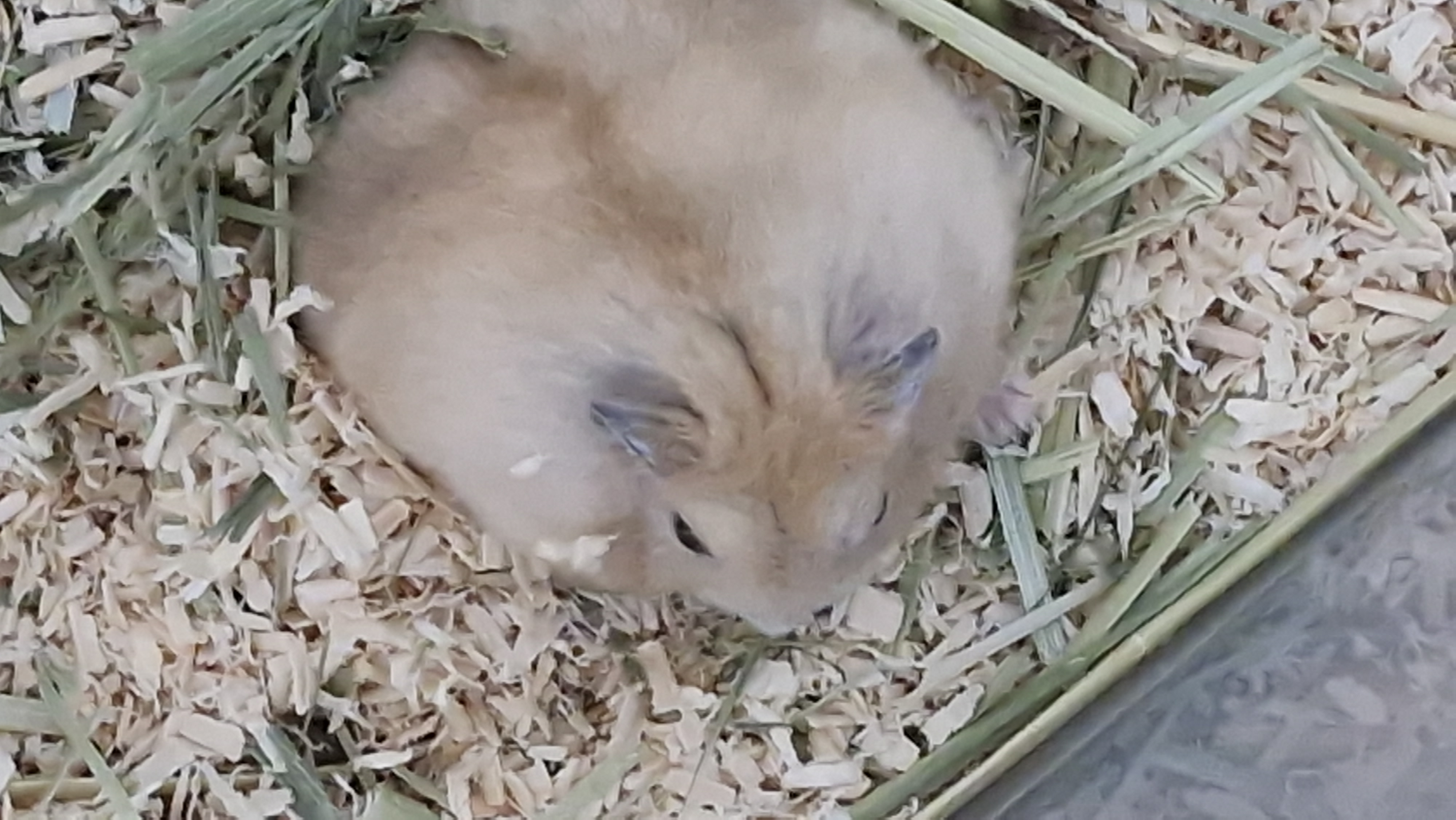

푸딩햄스터는 윈터화이트 햄스터의 종류 중 하나다. 새끼일 때에는 성체일 때 보다 털의 색이 노랗다. 등에는 긴 줄무늬가 있으며 눈이 크다.

## 같이 보기
- 시리아햄스터
- 로보로브스키햄스터